# 江國珍
江國珍（？—1868）為清朝武官官員，本籍福建。行伍出身。江國珍於1865年（同治4年）奉旨接替陳啟祥，於台灣地區擔任台灣水師協副將。而隸屬台灣鎮之下的此官職是台灣清治時期的這階段，全台灣的海防軍事層級最高武將，其統帥三標水營，數千名水師兵勇。

## 生平
1862年（同治元年），台灣中部爆發戴潮春事件，江國珍時任台灣水師協（即安平水師協）左營鹿港汛游擊官，曾參予鹿港聯庄戰役等相關戰事。:428
1868年發生安平砲擊事件，英國軍艦於11月25日下午砲擊安平，26日凌晨襲擊台灣水師協官署，清兵11名陣亡6名受傷，水師協署副將江國珍受傷藏匿民家，後服毒自盡。
| 前任： 陳啟祥 | 台灣水師協副將 1865年上任 | 繼任： 蕭瑞芳 |